# Guy de Lignières
Guy de Lignières (Angers, 4 juillet 1936 - Lyon 3e, 14 avril 1985) est un organiste, compositeur et journaliste français.

## Biographie
Guy de Lignières est journaliste au quotidien régional Ouest-France. Il y termine sa carrière comme directeur régional.
Aussi musicien, il a notamment composé la musique du film Plogoff, des pierres contre des fusils, de Nicole Le Garrec (1980). 
Il meurt le 14 avril 1985 dans le 3e arrondissement de Lyon, à l'âge de 48 ans d'une crise cardiaque.